# Spoliarium

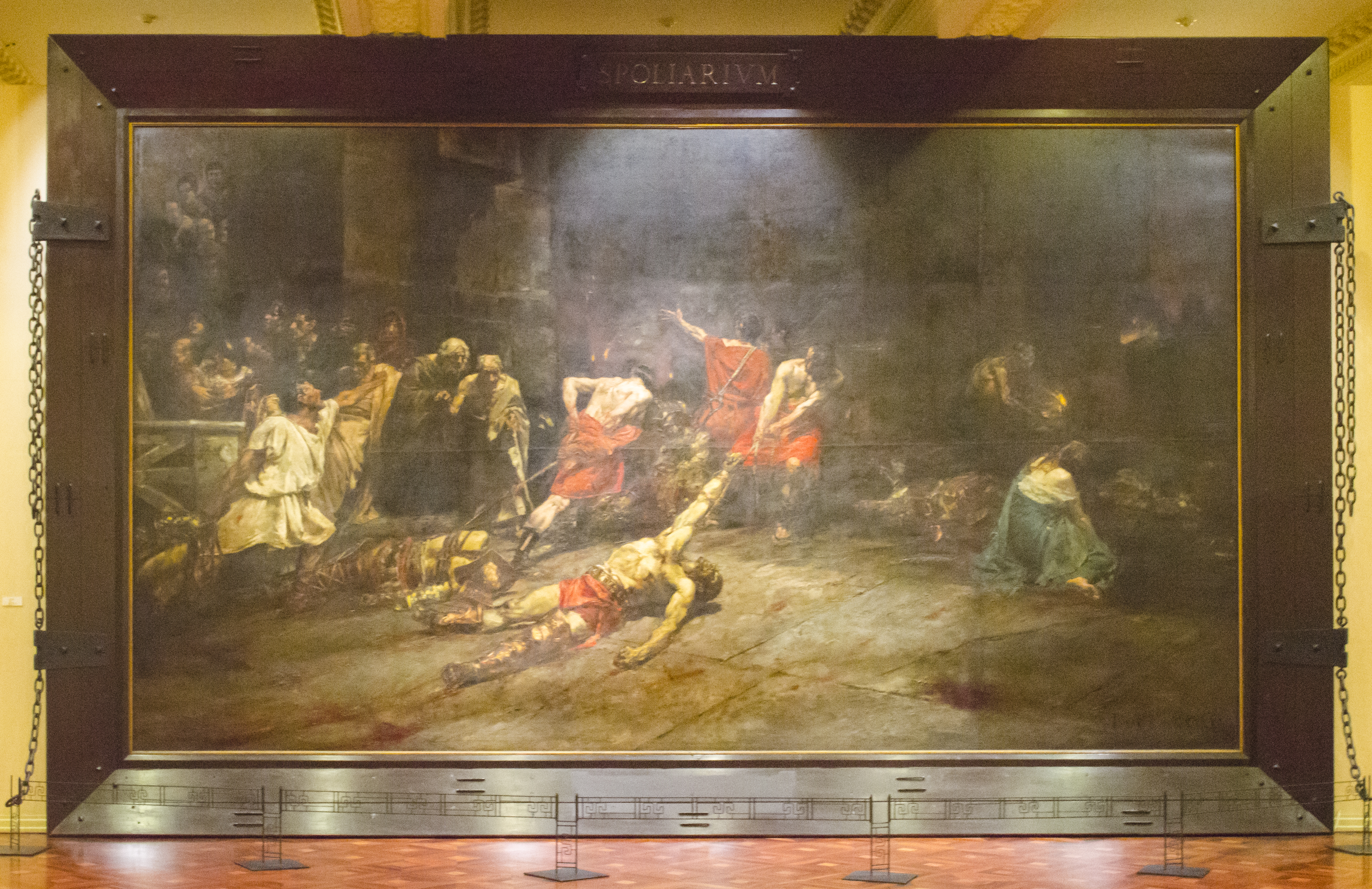
Lo Spoliarium esposto al Museo nazionale delle Filippine

Lo Spoliarium è un quadro del pittore filippino Juan Luna. Fu presentato da Luna all'Exposición Nacional de Bellas Artes di Madrid nel 1884, dove ottenne la prima medaglia d'oro (su tre). Nel 1886, fu venduto alla Diputación Provincial de Barcelona per 20.000 pesetas. Attualmente è esposto nella galleria principale al piano terra del Museo nazionale delle belle arti di Manila, ed è la prima opera d'arte che accoglie i visitatori all'entrata nel museo. Il quadro ricrea una scena nello spoliarium, che era il luogo dell'anfiteatro dove i gladiatori morti venivano spogliati delle armi e degli indumenti.
Luna, lavorando sulla tela, trascorse otto mesi completando il quadro che raffigura gladiatori morenti. Lo storico filippino Ambeth Ocampo scrive: "...rimane il fatto che quando Luna e Félix Resurrección Hidalgo vinsero i principali premi nell'Esposizione di Madrid del 1884, essi provarono al mondo che gli indios potevano, malgrado la loro supposta razza barbarica, dipingere meglio degli Spagnoli che li colonizzavano."

## José Rizal e loSpoliarium
Ad un raduno di espatriati filippini a Madrid, José Rizal brindò entusiasticamente ai trionfi che i suoi due comparioti avevano conseguito, l'altro essendo Félix Hidalgo che vinse una medaglia d'argento, chiamandola una "prova fresca di uguaglianza razziale".
"Lo Spoliarium di Luna con le sue carcasse insanguinate dei gladiatori schiavi trascinati via dall'arena dove avevano intrattenuto i loro oppressori romani con le loro vite... spogliati per soddisfare il lascivo disprezzo dei loro persecutori romani con il loro onore..." Rizal annotò nel suo discorso che lo Spoliarium "incarnava l'essenza della nostra vita sociale, morale e politica: l'umanità in grave ordalia, l'umanità irredenta, la ragione e l'idealismo in aperta lotta con il pregiudizio, il fanatismo e l'ingiustizia."
Rizal fu ispirato a incidere un proprio segno per dare gloria al suo paese scrivendo il suo Spoliarium poiché dall'inizio di quell'anno 1884 "si baloccava con l'idea di un libro" perché aveva visto e descritto il quadro come "il tumulto della folla, le grida degli schiavi, il clangore metallico dell'armatura dei morti, i singhiozzi degli orfani, le preghiere sussurrate..." Il libro di Rizal si sarebbe chiamato Noli Me Tangere, "l'eco latina dello Spoliarium".

## Nella cultura di massa
Ryan Cayabyab compose l'opera Spoliarium, che fa la cronaca della creazione del quadro eponimo e del processo di Juan Luna per l'assassinio di sua moglie. Il soprano Fides Cuyugan-Asensio scrisse il libretto. Una versione registrata fu pubblicata per la distribuzione commerciale nel 2006.